# Антропологический признак
Антропологи́ческий при́знак — определённое выражение того или иного биологического свойства организма человека, по-разному проявляющее себя (в разных вариантах) и в разной степени характеризующее отдельных людей (индивидов) или их общности (популяции и прочие группы). Одной из главных особенностей, присущих этому понятию, является возможность его описания или измерения. Используется в физической антропологии, в том числе в расоведении — с целью определения сходств и различий между группами человеческих популяций разных расовых типов.
Термин «антропологический признак» тесно связан с понятием «биологическая изменчивость». Изменчивость той или иной особенности человека имеет как географический, так и временной, или исторический, аспекты изучения.
Многие антропологические признаки формируются в результате приспособления популяций человека к определённым условиям окружающей среды.

## Классификация признаков
Антропологические признаки могут быть сгруппированы по нескольким критериям: по характеру варьирования (признаки с непрерывным характером вариации, порядковые признаки и признаки дискретно варьирующие, или номинальные), по характеру исследуемого материала, по отношению к той или иной системе организма человека и т. д. Классическими антропологическими признаками принято считать измерительные и описательные соматические и скелетные морфологические характеристики. Первые из них определяются на живом человеке, вторые — на черепе и костях скелета.
По характеру варьирования (по метрическим свойствам и по своей природе) антропологические признаки образуют три категории:
1. Признаки с непрерывным характером вариации — измерительные, метрические или количественные. К таким признакам могут относиться, например, длина тела человека или отношение ширины головы к её длине, которые фиксируются в определённых единицах измерения.
2. Порядковые признаки, которые характеризуются описательно, поскольку их нецелесообразно или невозможно измерить. Например, последовательный ряд описаний от «очень слабая» до «очень сильная» может характеризовать степень развития волос на лице (усов и бороды).
3. Дискретно варьирующие, или номинальные, признаки, которые не требуют измерения или описания, а фиксируются по их наличию или отсутствию.

По характеру исследуемого материала антропологические признаки могут иметь отношение к современному человеку или к его ископаемым останкам (палеоантропологическому материалу). По отношению признака к конкретной системе организма признаки могут описывать строение головы и лица, соматологические параметры, краниологические и остеологические особенности, различия отдельных органов или тканей, функциональные и физиологические характеристики и многое другое. По характеру наследования признаки различаются в зависимости от их проявления в результате экспрессии одного или немногих генов или в результате сложного взаимодействия большого числа генов. По содержанию или принципу описания антропологические признаки делятся на простые и составные. Кроме того, по своей природе антропологические признаки могут быть нормальными или иметь паталогический характер.

## Антропометрические признаки

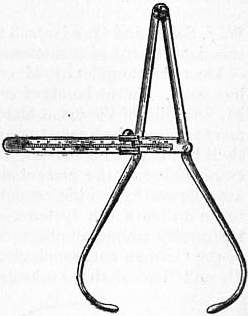
Толстотный циркуль, применяемый в антропометрии

К антропометрическим признакам относятся измерительные показатели с непрерывным характером вариации. Данные признаки фиксируются при помощи разного рода антропологических измерительных инструментов, таких, как антропометр,
большой и малый толстотные циркули, скользящий циркуль, измерительная лента, динамометр, калипер и другие. Измерения проводятся по специальным общепринятым методикам. Точками, между которыми проводятся измерения, служат специальные строго локализованные антропометрические точки на теле человека. Среди них выделяют, в частности, краниометрические точки (на черепе) — астерион, брегму, глабеллу, инион, назион и многие другие.
Измерения антропометрических признаков могут производиться как на живых людях, так и на палеоантропологическом материале. В первом случае измерения называют кефалометрическими (размеры головы и лица) и соматометрическими (размеры тела и конечностей), во втором случае — краниометрическими (размеры черепа) и остеометрическими (размеры скелета). Измеряются не только длина, ширина, диаметр, окружность, углы, но и проекционные и тригонометрические значения.

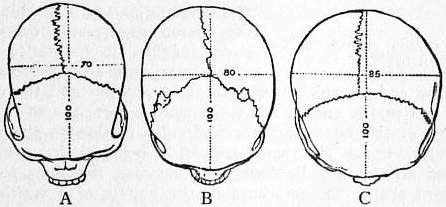
Черепа (вид сверху) с индексами 70 (долихокрания), 80 (мезокрания) и 85 (брахикрания)

На основе некоторых из многочисленных измеряемых параметров головы, или черепа (поперечный диаметр, продольный диаметр, высотный диаметр, ширина лица, высота лица, саггитальная дуга, угол вертикальной профилировки лица и других) могут быть вычислены разного рода индексы (указатели). Например, вычисляются лицевой указатель как отношение скуловой ширины к верхней (без нижней челюсти) высоте лица; головной указатель (продольно-поперечный индекс) как отношение поперечного диаметра к продольному диаметру головы; носовой указатель как отношение ширины к длине носа. Указатели выражаются в процентах. По процентным диапазонам выделяются определённые градации признаков. Например, головной указатель имеет три градации:
- брахикефалия (брахицефалия, короткоголовость) — соотношение ширины к длине головы составляет более 80,9 %;
- мезокефалия (мезоцефалия, среднеголовость) — соотношение ширины к длине головы составляет от 76,0 до 80,9 %;
- долихокефалия (долихоцефалия, длинноголовость) — соотношение ширины к длине головы составляет менее 75,9 %;

Для черепного указателя те же градации называют долихокранией, мезокранией и брахикранией.
Также одним из важных антропометрических признаков считается профилировка лица. Выделяют горизонтальную профилировку, по которой судят о степени уплощённости лица и переносья (степени выступания лица в горизонтальной плоскости), и вертикальную профилировку, которая показывает меру выступания носовой и альвеолярной частей лица, а также всего лица в целом в вертикальной плоскости. Вертикальная профилировка имеет три градации — ортогнатизм, мезогнатизм и прогнатизм. Горизонтальная профилировка оценивается по трёхбалльной шкале.

## Признаки строения глаз, носа и рта
В число антропологических признаков, отмечаемых на мягких тканях лица, включают особенности строения глазничной области, носа, рта (губ) и т. д. Данные признаки относятся как к измеряемым (кефалометрия), так и к описываемым визуально (кефалоскопия).

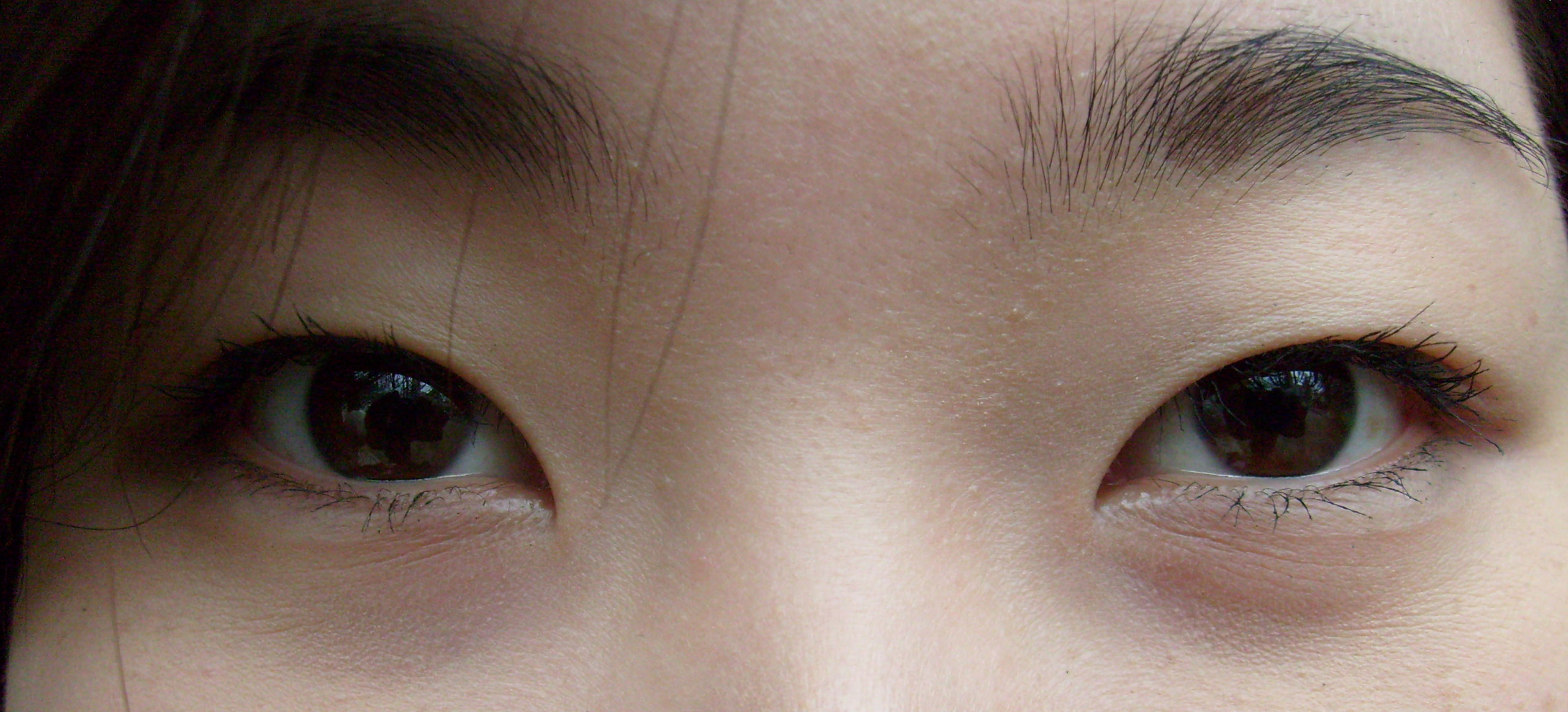
Эпикантус

При описании глазничной области фиксируются такие показатели, как ширина глазной щели, или ширина глаз (измеряется как расстояние между нижним и верхним веками с использованием следующей рубрикации: «узкая», «средняя» и «широкая»); наклон глазной щели, или наклон глаз (фиксируется по взаимному расположению наружного и внутреннего уголков глаз); развитие складки верхнего века (оценивается по выраженности и протяжённости верхнего века); степень развития эпикантуса (оценивается по наличию или отсутствию складки у внутреннего уголка глаз и (при наличии) по степени её выраженности).
При описании области носа отмечаются такие параметры, как высота крыльев носа; профиль спинки носа (оценивается с использованием следующей рубрикации: «вогнутый», «прямой», «извилистый», «выпуклый»); поперечный профиль спинки носа; ширина носа (измеряется максимальная ширина крыльев носа при помощи скользящего циркуля).
При описании области рта фиксируются такие особенности её строения, как высота верхней губы (измеряется как расстояние от так называемой подносовой точки до верхнего края слизистой верхней губы); высота слизистой части губ при закрытом рте, или толщина губ (фиксируется как расстояние между краями слизистой в саггитальной части, описывается по 3-балльной системе или измеряется скользящим циркулем); ширина рта (измеряется как расстояние между уголками рта); профиль верхней губы (оценивается контур губы при взгляде сбоку со следующей рубрикацией: выступающий вперёд — прохейлия, с вертикальным профилем — ортохейлия, отступающий назад — опистохейлия).

## Пигментация
Одними из важнейших антропологических признаков, по которым строятся классификации человеческих рас, являются признаки, связанные с пигментацией кожи, глаз и волос.

Цвета кожи коренного населения в мире по Шкала Лушана (согласно исследованиям Р. Биасутти, 1940)

Цветовая шкала
Ф. фон Лушана

Цвет кожи человека определяется по содержанию в ней особого пигмента меланина и зависит от количества и расположения меланиновых гранул в нижнем слое эпидермиса. Частично на цвет кожи могут оказывать влияние также особенности кровообращения, толщина эпидермиса и состояние его поверхностного слоя. Цвет кожи определяется на внутренней поверхности плеча, для чего используется спектрофотометрия или сравнение со специальной цветовой шкалой (наиболее известна шкала Лушана с 36 оттенками цвета). Выработка меланина интенсифицируется под воздействием ультрафиолетовых лучей и связана главным образом с фактором наследственности. Вариации цвета кожи по популяциям на планете от белого до иссиня-чёрного обусловлены разной степенью активности у людей пигментных клеток меланоцитов.
Цвет волос также зависит от количества в них меланина: одна из его форм — эумеланин — ответственна за чёрный цвет, другая форма — феомеланин — ответственна за красный цвет. Эумеланин, синтезируемый в большом количестве, даёт тёмно-коричневый и чёрный цвет разной интенсивности, большое количество феомеланина при недостатке эумеланина даёт каштаново-рыжий цвет. При отсутствии феомеланина и небольшом количестве эумеланина волосы приобретают светло-серые и светло-пепельные оттенки. Цвет волос определяется либо по специальным цветовым шкалам, либо методами спектрофотометрии или колориметрии. Наиболее известны шкала цвета волос О. Фишера (27 образцов цвета), шкала О. Фишера и К. Заллера (40 номеров), а также шкала В. В. Бунака (18 номеров).
Цвет глаз зависит от количества и расположения гранул меланина в слоях так называемой радужки — сосудистой оболочки глаза. Цвет радужки глаз у людей представлен множеством оттенков от тёмно-карего до светло-голубого. Чем больше меланина, тем цвет глаз ближе к тёмно-карему диапазону; чем меньше меланина, тем цвет глаз становится светлее. Образование голубого цвета глаз происходит путём преломления света мембранами клеток роговицы. Оценка цвета глаз производится по шкалам Р. Мартина и В. В. Бунака. В шкале В. В. Бунака выделяются три основных типа окраски радужной оболочки глаз — тёмный (чёрный, бурый и жёлтый цвета), светлый (серый, голубой и синий цвета) и смешанный (включает цвета первых двух типов). Каждый из типов состоит из 4 классов, образуя таким образом 12 номеров — с 1-го (чёрный цвет) по 12-й (синий цвет).
Темнокожие популяции людей тропических регионов, как правило, имеют тёмные волосы и глаза, светлокожие популяции Северной Европы в большинстве своём депигментированы. Между тем единство в пигментации кожи, волос и глаз соблюдается не всегда, нередко встречаются индивиды со светлыми глазами и тёмными волосами; с тёмной кожей и светлыми волосами и т. п.

## Волосяной покров
Помимо цвета волос важными признаками в расоведении считаются также форма волос и характер третичного волосяного покрова (формирующегося к началу полового созревания). Оба этих признака широко варьируют по популяциям людей. Их оценивают описательными способами. По форме выделяют прямые, волнистые и курчавые волосы. Учитывается также степень их мягкости/жёсткости (площадь поперечного сечения волос). Для каждой из больших рас человечества присуща своя форма волос: мягкие прямые или волнистые волосы отмечаются чаще всего у европеоидов, прямые и жёсткие волосы характерны для монголоидов, а курчавые и спиральные доминируют у негроидов. Степень развития бороды и усов условно оценивается по 5-балльной шкале от «очень слабого роста» до «очень сильного роста». Таким же образом оценивается развитие волосяного покрова на теле. Данный признак фиксируется в исследованиях только у мужчин старше 25 лет. Наиболее сильное развитие третичного волосяного покрова на планете характерно для айнов, австралийских аборигенов и населения Передней Азии и Закавказья, наиболее слабое — для некоторых коренных народов Северной Азии.

## Дерматоглифические особенности
Дерматоглифическими признаками называют вариации кожного рельефа на поверхности ладоней и подошв человека (папиллярные, или тактильные узоры). Дерматоглифические особенности имеют наследственную основу, и, хотя они индивидуальны для каждого человека, установлена связь концентраций таких особенностей с популяциями и расами. По данным изучения основных дерматоглифических признаков человечество разделяется на три так называемых расовых ствола: западный, южный и восточный. Наиболее близки между собой западный ствол, включающий европеоидное население, и южный ствол, представленный африканскими негроидами. Несколько дальше отстоит от них восточный ствол, объединяющий монголоидов, американоидов и австралоидов. Данные дерматоглифики согласуются с данными изучения генных маркеров человеческих рас, но не соответствуют делению человечества по морфологическим и одонтологическим признакам.

## Одонтологические особенности
Под одонтологическими особенностями подразумеваются все признаки, так или иначе связанные со строением зубной системы человека. Различают измерительные и описательные признаки. К первым относят длину, ширину, высоту и угловые характеристики зубов и их частей, ко вторым относят форму коронки зуба, форму корня зуба, расположение бугорков и борозд на коронке, а также другие признаки строения зубов. Одонтологические особенности широко используются в физической антропологии в исследованиях по установлению родства и происхождения рас. В отечественной науке основоположником антропологической одонтологии является А. А. Зубов. Согласно его классификации, учитывающей одонтологические данные, человечество делится на два надрасовых ствола — восточный и западный, в каждый из которых включается экваториальная составляющая.

## Другие признаки
В число антропологических признаков включаются помимо прочего особенности в развитии зрения, обоняния, вкуса, а также особенности развития костей черепа и скелета. Как правило, такие признаки являются дискретными. Кроме этого, к антропологическим признакам относятся различного рода биохимические свойства человека, прежде всего, особенности биохимии крови.

## В расовых классификациях
При выделении рас и антропологических вариантов тех или иных уровней традиционными являются антропологические признаки, в которых отражены черты внешности человека — цвет кожи, глаз и волос, форма головы в целом, формы глаз, волос, губ и носа, особенности строения лица и т. д. В качестве вспомогательных иногда используют признаки строения тела — рост, телосложение, пропорции. Также применимы краниологические признаки (определяемые на черепах). По наиболее устойчивым антропологическим признакам, таким, как цвет кожи, форма волос, степень уплощённости или выступания лица, выделяют расы первого порядка, или большие, основные расы. По менее устойчивым признакам, имеющим бо́льшую изменчивость, внутри больших рас выделяют малые расы и антропологические типы (варианты). Признаки малых рас (форма головы, длина тела, форма носа и т. д.) могут иметь резкие отличия в пределах одного небольшого ареала и быть схожими у территориально удалённых групп людей. С развитием науки наряду с классическими признаками для классификации рас стали использовать данные дерматоглифики, одонтологии и генетики. Распространение таких признаков отчасти может совпадать с распространением классических признаков, но часто имеет свои закономерности. По ним могут строиться независимые классификации. Обычно географическое распространение расовых признаков достаточно постепенное и плавное (клинальная изменчивость).
Число больших рас человечества в целом одинаково в большинстве расовых классификаций (от трёх до пяти), большие расы выделяются в схожих ареалах и в основном по одним и тем же признакам. Напротив, число малых рас в классификациях широко варьирует, часто у тех или иных малых рас в разных классификациях различаются таксономический ранг и набор признаков, по которым они выделяются. Подобные различия в выделении малых рас чаще всего возникают вследствие различия в принципах классификации разных исследователей (при отсутствии единого подхода к определению степени значимости различных расоводиагностических признаков).
В большинстве своём морфологические признаки человеческих рас сложились в результате адаптации различных групп и популяций к разным условиям окружающей среды. В частности, светлая кожа северных европеоидов лучше поглощает ультрафиолет (в условиях его недостатка), что способствует лучшей выработке витамина D. Напротив, тёмная кожа в условиях избытка ультрафиолета предохраняет человека от раковых заболеваний. Адаптивный характер, например, у негроидов имеют курчавые волосы, высокая и узкая форма головы, значительная ширина слизистой губ, широкий уплощённый нос и вытянутые пропорции тела. Все они в какой-то мере предназначены для защиты организма от жары. У северных европеоидов и монголоидов те же признаки имеют противоположные значения и способствуют лучшему сохранению тепла. Например, узкий и вытянутый нос европеоида приспособлен для нагрева холодного вдыхаемого воздуха. Такой характерный признаков монголоидов и бушменов, как узкий разрез глаз сформировался, вероятнее всего, в условиях необходимости защиты глаз от ветра, пыли и яркого солнца на открытых пространствах. Между тем некоторые антропологические признаки могут не носить адаптивного характера — они закрепляются в популяции случайно в результате дрейфа генов и, возможно, в результате полового отбора.
Антропологические признаки рас имеют свойство постоянно изменяться. Они возникают в пределах популяций в разные периоды их формирования и развития, изменяются с течением времени из-за климатических изменений или каких-либо иных изменений жизненных условий, видоизменяются в процессе метисации разных расовых групп, широко распространяются или исчезают в результате частых миграций человеческих популяций, а также дольше сохраняются в неизменном виде в результате изоляции у одних групп в сравнении с другими. Непрерывность изменений антропологических признаков видна, например, в наблюдаемых в течение длительного времени процессах брахикефализации и грациализации, охватывающих значительные группы населения планеты.